# Оганесон
| 118            | Оганесон |
| Og(294)        |          |
| 5f146d107s27p6 |          |

Оганесо́н (лат. Oganesson, Og), ранее был известен под временными названиями унуно́ктий (лат. Ununoctium, Uuo) или э́ка-радо́н — химический элемент восемнадцатой группы (по устаревшей классификации — главной подгруппы восьмой группы), седьмого периода периодической системы химических элементов, атомный номер — 118. Наиболее стабильным является нуклид 294Og, чей период полураспада оценивается в 1 мс, а атомная масса равна 294,214(5) а. е. м. Искусственно синтезированный радиоактивный элемент, в природе не встречается. Синтез ядер оганесона был впервые осуществлён в 2002 и 2005 годах в Объединённом институте ядерных исследований (Дубна) в сотрудничестве с Ливерморской национальной лабораторией. Результаты этих экспериментов были опубликованы в 2006 году. 28 ноября 2016 года временное систематическое название «унуноктий» и временное обозначение Uuo после формального подтверждения открытия элемента были заменены на постоянное название «оганесон» и обозначение Og (в честь академика Юрия Цолаковича Оганесяна), предложенные первооткрывателями и утверждённые ИЮПАК.

Номинально элемент относится к инертным газам, однако его физические и, возможно, химические свойства, вероятно, могут сильно отличаться от остальных представителей группы. Оганесон завершает седьмой период таблицы Менделеева, хотя на момент его открытия ещё оставалась незаполненной предыдущая, 117-я клетка таблицы (теннессин). В настоящее время оганесон является самым тяжёлым химическим элементом, открытие которого подтверждено. Таким образом, по состоянию на 2025 год, оганесон — последний известный элемент Периодической таблицы химических элементов.

## Происхождение названия
Согласно правилам наименования новых элементов, принятым в 2002 году, для обеспечения лингвистического однообразия всем новым элементам должны даваться названия, оканчивающиеся на «-ium». Однако в большинстве языков названия элементов 18-й группы периодической системы (благородных газов), за исключением гелия, традиционно имеют окончание «-on»: Neon — неон, Argon — аргон, Krypton — криптон, Xenon — ксенон, Radon — радон. Поэтому, вскоре после признания открытия 113-го, 115-го, 117-го и 118-го элементов, в правила были внесены изменения, согласно которым, по принятой в химической номенклатуре традиции, элементам 18-й группы должны даваться названия, заканчивающиеся на «-on».
Американские учёные, ошибочно заявившие об открытии 118-го элемента в 1999 году, намеревались предложить для него название гиорсий (лат. ghiorsium, Gh) в честь Альберта Гиорсо.
Вскоре после открытия 118-го элемента появились неофициальные предложения назвать его московием (в честь Московской области) либо в честь Г. Н. Флёрова. Однако позже название «московий» было официально предложено для 115-го элемента, а в честь Флёрова назван 114-й элемент.
8 июня 2016 года ИЮПАК рекомендовал дать элементу название «оганесон» (Oganesson, Og) в честь профессора Юрия Цолаковича Оганесяна (род. в 1933 году), академика РАН, научного руководителя Лаборатории ядерных реакций им. Г. Н. Флёрова Объединённого института ядерных исследований в Дубне, за его новаторский вклад в исследование трансактиноидных элементов. Согласно пресс-релизу ИЮПАК, многие научные достижения Оганесяна включают в себя открытия сверхтяжёлых элементов и значительные достижения в области ядерной физики сверхтяжёлых ядер, включая экспериментальное свидетельство острова стабильности. Название «оганесон» было представлено научной общественности для 5-месячного обсуждения с 8 июня по 8 ноября 2016 года. 28 ноября 2016 года ИЮПАК утвердил название «оганесон» для 118-го элемента. Таким образом, оганесон стал вторым (после сиборгия) элементом, названным в честь живущего человека, и единственный элемент, у которого человек, в честь кого он был назван, жив до сих пор.

## История открытия
В 1998 году польский физик Роберт Смоланчук обнародовал свои расчёты относительно слияния атомных ядер при синтезе сверхтяжёлых элементов, включая элемент 118 в реакции свинца и криптона. Однако первое заявление об открытии элементов 116 и 118 в 1999 году в Беркли (США) оказалось ошибочным и даже фальсифицированным руководителем группы, болгарским физиком Виктором Ниновым. Использовалась реакция холодного слияния ядер свинца и криптона:
{\displaystyle {\ce {^{86}_{36}{Kr}+_{82}^{208}{Pb}\to _{118}^{293}{Og}+_{0}^{1}{n}}}}
Синтез по объявленной методике не был подтверждён в российском, немецком и японском центрах ядерных исследований, а затем и в США.
Первое событие распада 118-го элемента наблюдалось в эксперименте, проведённом в ОИЯИ в феврале—июне 2002 года.
9 октября 2006 года российские и американские физики-ядерщики официально сообщили о получении 118-го элемента. Об открытии было объявлено не сразу, потому что энергия распада 294Og соответствовала энергии распада 212mPo — обычной примеси, образующейся в реакциях слияния при производстве сверхтяжелых элементов, и, таким образом, объявление было отложено до подтверждающего эксперимента 2005 года, направленного на производство большего количества атомов оганесона. В эксперименте 2005 года использовалась другая энергия пучка (251 МэВ вместо 245 МэВ) и толщина мишени (0,34 мг/см2 вместо 0,23 мг/см2). Повторные эксперименты по синтезу проводились на дубненском ускорителе в феврале—июне 2007 года. В результате бомбардировки мишени из калифорния-249 ионами изотопа кальция-48 образовались ещё два ядра атома 118-го элемента (294Og). После суммарно двух месяцев бомбардировок мишеней и 30⋅1018 столкновений группе удалось создать только три (возможно, четыре) атома нового вида (одно или два в 2002 году и еще два в 2005). Тем не менее, исследователи были полностью уверены в том, что результаты не были ложноположительными, поскольку вероятность того, что обнаружение было случайным, оценивалась как менее 1 из 100 000.
В 2011 году ИЮПАК оценил результаты сотрудничества Дубна — Ливермор в 2006 году и пришел к выводу: «Три события, описанные для изотопа Z = 118, имеют очень хорошую внутреннюю избыточность, но без привязки к известным ядрам не удовлетворяют критериям открытия».
30 декабря 2015 года ИЮПАК официально признал открытие 118-го элемента и приоритет в этом учёных из ОИЯИ и Ливерморской национальной лаборатории. 

## Получение
Оганесон был получен в результате ядерной реакции
{\displaystyle {\ce {^{249}_{98}{Cf}+_{20}^{48}{Ca}\to _{118}^{294}{Og}+3_{0}^{1}{n}}}}

## Физические свойства
Так как оганесон был получен лишь в качестве отдельных атомов, а период его полураспада не позволяет его накапливать, то все физические свойства являются расчётными. Сложность получения также не позволяет экспериментально изучать химические свойства (в данном случае период его полураспада не был бы ограничивающим значением для некоторых реакций) и они тоже являются исключительно расчётными.
Оганесон, в отличие от более лёгких элементов своей группы, должен являться не газом, а твёрдым веществом при нормальных условиях, что придаёт ему совершенно иные физические свойства.
При небольшом нагревании он легко должен плавиться и испаряться, его ожидаемая расчётная температура кипения составляет 90 ± 30 °C (довольно широкий диапазон вследствие вариации влияния релятивистских эффектов). Температура плавления его неизвестна, однако (по аналогии с более лёгкими элементами) ожидается, что она будет лишь немного ниже температуры кипения. Примерно такую же температуру плавления, как оганесон, имеет воск.
Столь значительное повышение температур плавления и кипения у оганесона по сравнению с радоном вызывают релятивистские эффекты 7p-оболочки, помимо простого увеличения атомной массы, которое усиливает межмолекулярное взаимодействие. Впрочем, оганесон предполагается одноатомным, хотя тенденция к образованию двухатомных молекул у него сильнее, чем у радона.
Расчётная плотность в твёрдом состоянии у оганесона при температуре плавления составляет около 5 г/см3. Это немного выше плотности радона в сжиженном состоянии (при −62 °C), которая составляет 4,4 г/см3. В газообразном состоянии оганесон будет похож на радон: тяжёлый бесцветный газ, немного выше по плотности самого радона.

## Химические свойства
Оганесон принадлежит к инертным газам, имея завершённую 7p-электронную оболочку и завершённую электронную конфигурацию, что означает его химическую инертность и нулевую по умолчанию степень окисления. Однако соединения тяжёлых благородных газов (начиная с криптона) с сильными окислителями (например, фтором или кислородом) всё же могут существовать, причём по мере роста порядкового номера электроны удаляются от ядра, поэтому лёгкость окисления инертного газа сильными окислителями от криптона к радону возрастает. Теоретически предполагается, что оганесон будет несколько активнее радона. Его ожидаемая энергия ионизации первого электрона составляет 840 кДж/моль, что существенно ниже радона (1036 кДж/моль) и ксенона (1170 кДж/моль).
Довольно низкая энергия ионизации оганесона и его иные физические свойства предполагают, что оганесон, хотя и будет химически малоактивным по сравнению с большинством других элементов, но по сравнению с предыдущими инертными газами будет весьма химически активен.
Если более лёгкие аналоги — ксенон или криптон — требовали для окисления чрезвычайно жёстких условий и применения фтора, то оганесон должен окисляться гораздо легче. Он будет даже более активен, чем флеровий и коперниций — самые малоактивные элементы среди сверхтяжёлых элементов.
Электроотрицательными элементами оганесон сможет относительно легко окисляться до двух степеней окисления — +2 и +4, причём со фтором оганесон будет образовывать скорее ионные, чем ковалентные соединения (например, OgF4). Оганесон сможет образовать, в отличие от более лёгких аналогов, относительно стабильные соединения и с менее электроотрицательными элементами, например, хлором, азотом или, возможно, и другими элементами. Вероятно, он сможет относительно легко окисляться и кислородом. Возможна теоретически также и степень окисления +1. Возможно, сильные кислоты-окислители также смогут окислять оганесон до оксидов или даже переводить его в состав катиона, подобно металлу.
Степень окисления +6 для оганесона будет также возможна, но она будет значительно менее стабильна и требовать жёстких условий для разрушения всего 7p-подуровня. Оганесон сможет, вероятно, образовывать, оганесонистую кислоту H2OgO4 (подобно ксенону, образующему ксенонистую кислоту H2XeO4) и соли оганесаты, а все соединения его в степени окисления +6 будут очень сильными окислителями.
В отличие от ксенона, высшая теоретическая степень окисления оганесона +8 будет невозможна из-за требуемой крайне высокой энергии на распаривание 7s-электронов (как и у других 7p-элементов). Поэтому +6 будет высшей степенью окисления оганесона.
Оганесон также будет проявлять не только восстановительные свойства, но и сам служить окислителем для сильных восстановителей, проявляя степень окисления −1 за счёт релятивистских эффектов подоболочек. Теоретически инертные газы не могут выступать в качестве окислителей, поскольку у них все электронные оболочки завершены, однако на практике оганесон сможет образовывать соли с активными металлами — оганесониды (например, оганесонид цезия CsOg), выступая в качестве окислителя, в этом проявляя некоторое сходство с галогенами.

## Известные изотопы
| Изотоп | Масса | Период полураспада | Тип распада      |
| ------ | ----- | ------------------ | ---------------- |
| 294Og  | 294   | 0,70 ± 0,3 мс      | α-распад в 290Lv |

## В культуре
28 декабря 2017 года национальным почтовым оператором Армении выпущена марка, посвящённая Юрию Оганесяну и открытию им нового химического элемента. В левой части почтовой марки изображен доктор физико-математических наук Юрий Оганесян. В правой части почтовой марки изображен новый, 118-й химический элемент периодической таблицы Менделеева, открытый им и названный oganesson (Og) в честь учёного.